# 中野圭一郎 (脚本家)
中野 圭一郎（なかの けいいちろう、1938年9月28日 - ）は、日本の脚本家、作家。旧筆名・中野顕彰。
本名・横田勝弘。東京生まれ。早稲田高等学校卒。子供の頃から浪曲や講談が身近にある環境で育つ。高校生時代からシナリオ同人誌に参加して活動。浪人生時代から日活へ自作のシナリオを持ち込み、1959年に日活専属の脚本家となる。筆名・中野顕彰(あきら)として、日活映画のシナリオを執筆。『スパルタ教育』（原作・石原慎太郎、主演・石原裕次郎）』。テレビでは『大江戸捜査網シリーズ』と『あばれ八州御用旅シリーズ』、アニメ『未来少年コナン』などがある。のち中野圭一郎と改名し、小説を書いた。

## 著書
- 『未来少年コナン』アレグザンダー・ケイ原作 中野顕彰文 木村光雄絵 朝日ソノラマ 世界名作ものがたり 1978
  - 『未来少年コナン』文溪堂 読む!名作アニメ 2003
- 『江戸瓦版仇討帖 1 (千両役者からの百両)』中野顕彰 栄光出版社 1991
- 『忠臣蔵秘伝とがなくて死す』有楽出版社 2002
- 『幽霊列車で来た女 書下ろしミステリー』有楽出版社 Joy novels 2004
- 『ラグビー殺人事件罪の箱 書下ろしサスペンス』有楽出版社 Joy novels 2005
- 『不義密通にあらず 絵島生島物語 書き下ろし長編小説』有楽出版社 2006

## 主な映画
- 中野顕彰
- 1962　俺に賭けた奴ら（鈴木清順監督） 　日活
- 1965 拳銃野郎 日活
- 1971　女高生レポート　夕子の白い胸 　日活
- 1972　しなやかな獣たち 　日活
- 1975　東京エマニエル夫人 　日活
- 1976　ひめごころ 　日活
- 1977　女高生トリオ　性感試験 　日活
- 1978　果てしなき絶頂 　日活
- 1979　修道女　濡れ縄ざんげ（野平ゆき主演） にっかつ
- 1979　宇能鴻一郎の女体育教師（鹿沼えり主演）にっかつ
- 1980　宇能鴻一郎のホテルメイド日記 　にっかつ
- 1980　愛の白昼夢（畑中葉子主演） にっかつ
- 1981　欲情まんかい　若妻同窓会（風祭ゆき主演） にっかつ
- 1981　モア・セクシー　獣のようにもう一度（畑中葉子主演）にっかつ
- 1983　団鬼六　美女縄化粧（高倉美貴主演） にっかつ
- 1984　団鬼六 修道女縄地獄（高倉美貴主演）  にっかつ